# فیرویو، شهرستان وتزل، ویرجینیای غربی
فیرویو (به انگلیسی: Fairview) یک منطقهٔ مسکونی در ایالات متحده آمریکا است که در شهرستان وتزل، ویرجینیای غربی واقع شده‌است. فیرویو ۴۶۳٫۰ متر بالاتر از سطح دریا قرار دارد.